# Kały (Opole)
Pour les articles homonymes, voir Kały.
Kały est une localité polonaise du gmina de Murów dans la voïvodie et le powiat d'Opole.